# Ејвар Видлунд
Ејвар Видлунд (Еребро, 15. јун 1905 — Стокхолм, 31. март 1968) био је шведски фудбалски голман који је играо за АИК. Такође је био члан репрезентације Шведске на Светском првенству у Италији 1934.